# Nagroda (film 1963)
Nagroda (ang. The Prize) – amerykańska komedia kryminalna z 1963 roku w reżyserii Marka Robsona, zrealizowana na podstawie powieści Irvinga Wallace’a. Zdjęcia kręcono w Sztokholmie.

## Fabuła
Andrew Craig – nadużywający alkoholu pisarz – przyjeżdża do Sztokholmu, by odebrać Nagrodę Nobla z literatury. Kolejnym laureatem jest dr Max Stratman – amerykański fizyk pochodzenia niemieckiego, który przybył razem z bratanicą Emily. Departament Stanu przysłał mu asystentkę, panią Anderson. Craig zauważa, że dr Stratman dziwnie się zachowuje. Kiedy spotykają się po raz drugi, Stratman nie rozpoznaje Craiga. Pisarz postanawia na własną rękę wyjaśnić sprawę.

## Główne role
- Paul Newman – Andrew Craig
- Elke Sommer – Inger Lisa Andersson
- Edward G. Robinson – Dr Max Stratman/Prof. Walter Stratman
- Diane Baker – Emily Stratman
- Micheline Presle – Dr Denise Marceau
- Gérard Oury – Dr Claude Marceau
- Sergio Fantoni – Dr Carlo Farelli
- Kevin McCarthy – Dr John Garrett
- Leo G. Carroll – Hrabia Bertil Jacobsson
- Jacqueline Beer – Monique Souvir, sekretarka dra Claude’a
- John Wengraf – Hans Eckhart

## Nagrody i nominacje
Złote Globy 1963
- Najbardziej obiecująca młoda aktorka – Elke Sommer
- Najlepsza aktorka drugoplanowa – Diane Baker (nominacja)